# Luis Pujols
Luis Bienvenido Pujols Toribio (nacido el 18 de noviembre de 1955 en Santiago Rodríguez) es un ex receptor y mánager dominicano que jugó en  las Grandes Ligas de Béisbol. Permaneció en las mayores durante nueve temporadas militando con los Astros de Houston, Reales de Kansas City, y Rangers de Texas. 
Después de su carrera como jugador, fue asistente de entrenador de varios equipos, principalmente trabajando para el exmánager dominicano Felipe Alou. Más tarde fue entrenador de los Tigres de Detroit y  se convirtió en mánager interino del equipo durante la mayor parte de la temporada 2002, después de que Phil Garner fuera despedido. El gerente general de los Tigres Dave Dombrowski contrató a Felipe Alou para que sea el entrenador de banca de Pujols el  resto de la temporada. Un famoso incidente en la gestión como mánager de Pujols sucedió cuando los Tigres de alguna manera batearon fuera de orden. Pujols fue puesto en libertad al final de la temporada 2002, durante la cual los Tigres terminaron con un récord de 55-100, y luego siguió a Alou hasta San Francisco,  donde se desempeñó como entrenador de primera base para los Gigantes hasta el final de la temporada 2006.
El 10 de diciembre de 2007, Luis Pujols fue nombrado mánager de Corpus Christi Hooks, equipo clase AA de los Astros de Houston.

## Récord como mánager
| Equipo | Año  | Temporada regular | Temporada regular | Temporada regular    | Temporada regular | Postemporada | Postemporada | Postemporada         | Postemporada |
| Equipo | Año  | Ganado            | Perdido           | Porcentaje de ganado | Final             | Ganado       | Perdido      | Porcentaje de ganado | Resultado    |
| ------ | ---- | ----------------- | ----------------- | -------------------- | ----------------- | ------------ | ------------ | -------------------- | ------------ |
| DET    | 2002 | 55                | 100               | .355                 | 5th in AL Central | -            | -            | -                    | -            |

## Liga Dominicana
Pujols jugó en la Liga Dominicana militando para los Leones del Escogido (1974-1981), luego pasó a los Tigres del Licey (1981-1983) pero no jugó debido a una suspensión impuesta por la liga durante esas dos últimas temporadas. Terminó con récord de 252 hits, 43 dobles, 5 triples, 126 carreras remolcadas, 91 anotadas, 19 jonrones en 1,076 turnos al bate y un promedio de .234.
Además ha sido mánager de los Leones del Escogido. En 2010 sustituyó a Ken Oberkfel como mánager de los Leones.